# قبائل دارفور
يسكن في اقليم دارفور ما يقارب الستة ملايين نسمة من اصول عرقيه مختلفه وديانات مختلفه وتفصلهم العادات والتقاليد المختلفه.

## التوزيع الجغرافي للقبائل
يضم الإقليم ثلاثة اقاليم مختلفة تتداخل في بعضها البعض تمتد من الصحاري الكبري في الحدود مع ليبيا شمالا حتي بحر الغزال جنوبآ ومن كردفان شرقآ حتي تشاد غربآ.

### شمال دارفور
من أهم القبائل التي تتواجد في شمال دارفور وهم قبيلة البرتي و التنجر والمراريت و الداجو و الفور و الزغاوة و المساليت و اولاد راشد والزيادية والسرارية و الهواره والشرفة وبني فضل وبني حسين ودار حامد والرزيقات والزبلات ويعرفون برزيقات الشمال، مقابل رزيقات الجنوب الذين هم أكثر اختلاطا بالقبائل الأفريقية.
كم يوجد في شمال دارفور اصول ذات اصول أفريقية مثل قبيله الفور التي سمى الإقليم عليها كما توجد قبيلة البرنو وقبيلة الزغاوة شمال دارفور.
كما توجد قبيلة الميدوب في شمال شرق الفاشر.

### غرب دارفور
اما غرب دارفور فتستوطنه قبائل أفريقية من أبرزها المساليت و قبيلة البرقو في مدينة الجنينة عاصمة المنطقة.و قبيلة القمر كثالث أكبر قبيلة في الولاية يستوطون بالجزء الشمالي و لهم دار و سلطة تاريخية وقبائل  وقبائل الرزيقات وأولاد راشد  الرحل يتنقلون حسب المواسم وهناك الارنقا قبائل التاما والزغاوة  وقبيلة البرنو والقرعان والقبائل العربية مثل المحاميد والبني حسين والبني هلبا والمسيرية وقبائل المراريت استوطنو الجنينة قبل الاستعمار

### جنوب دارفور
وفي جنوب دارفور توجد قبائل الفور و المساليت و البرقو و الزغاوة  و  التاما والداجو و بعض القبائل العربية  مثل المهادي والترجم (التراجمة) الرزيقات والهبانية والتعايشة، وقبائل المعاليا والبني هلبة والمسيرية و الفولان او الفلاتة 
واكثر سكان الولاية تعداداً قبائل الرزيقات و المسيرية و الفلاتة"تلس" وقبائل القرعان والترجم ويسكنون بلبل